# Werderstraße (Bremen)

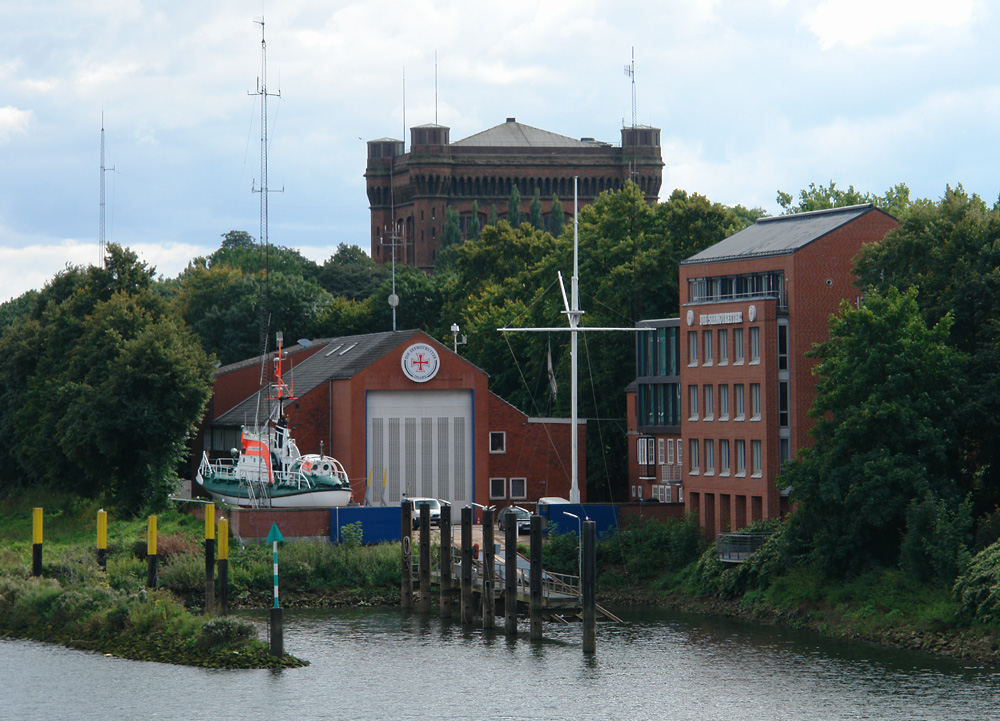
Nr. 2: DGzRS-Zentrale in Bremen

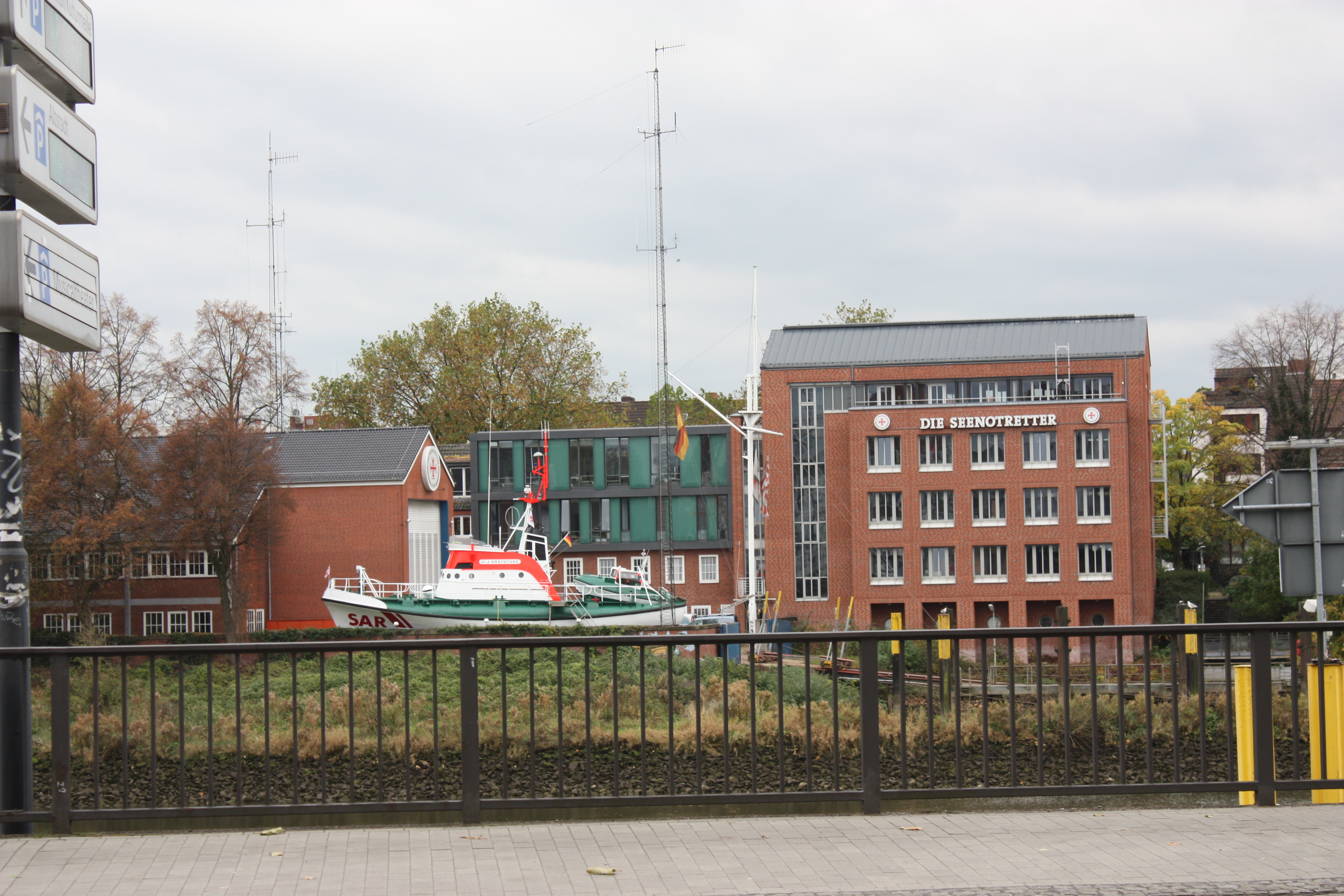
Bremen, Zentrale der Seenotrettungsstelle

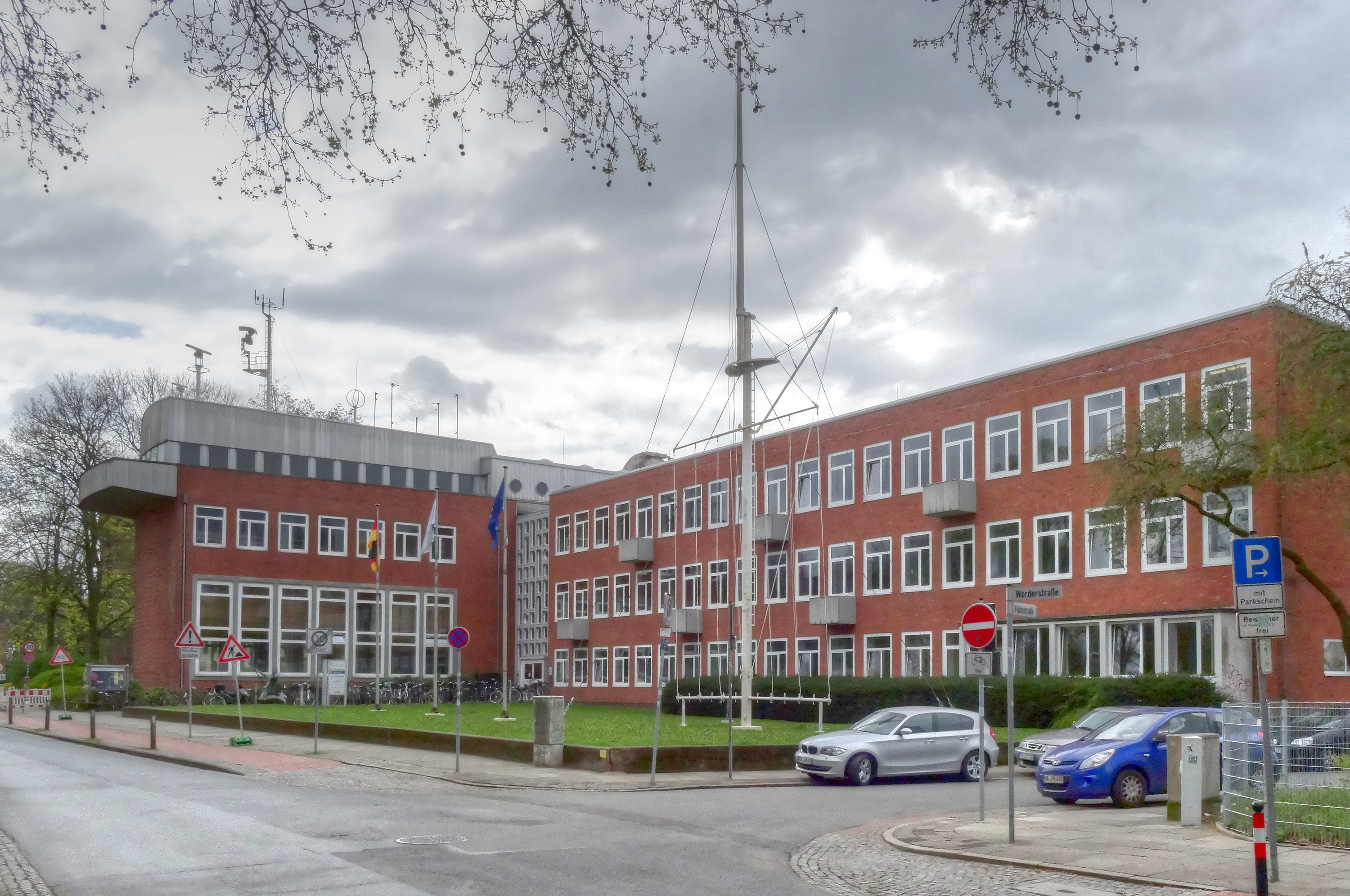
Nr. 73: Hochschule für Nautik, heute Fakultät 5 – Natur und Technik der Hochschule Bremen

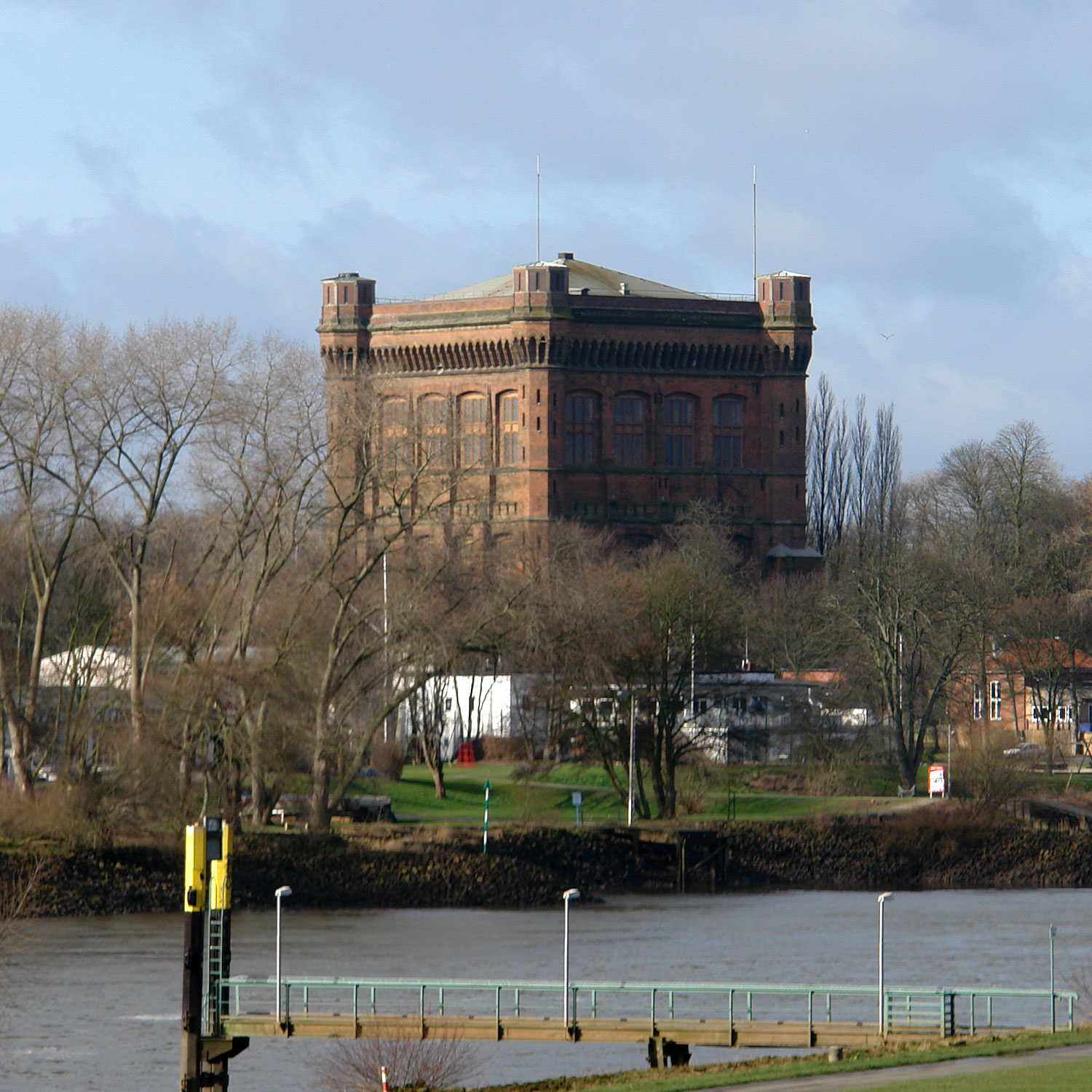
Wasserwerk (Umgedrehte Kommode)

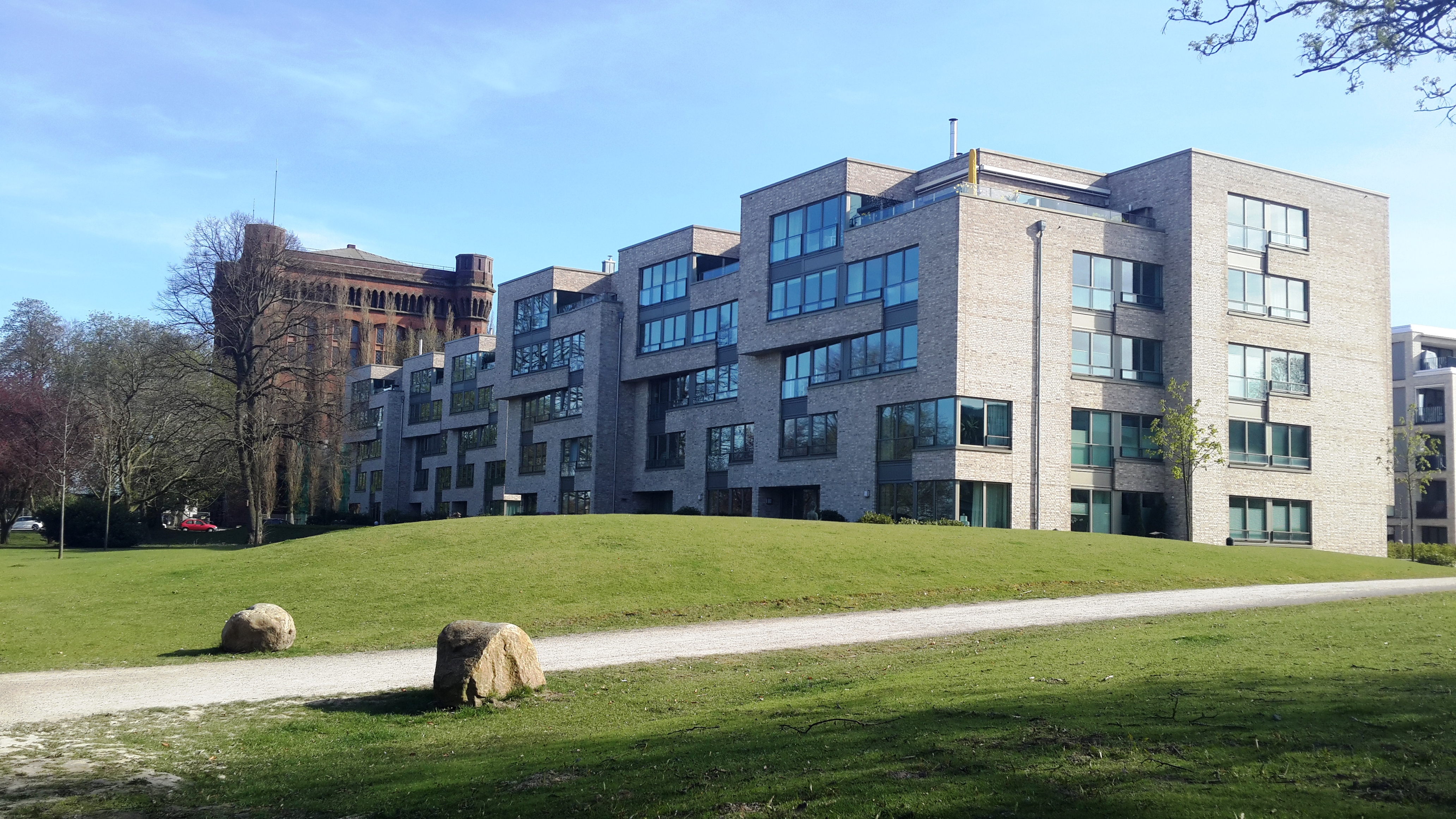
Wohnanlage Marin, Oberländer Hafen 1–11

Die Werderstraße (Ausspracheⓘ) ist eine wichtige Erschließungsstraße in Bremen, Stadtteil Neustadt, Ortsteil Huckelriede im Quartier Stadtwerder. Sie führt überwiegend in Nordwest-Südost-Richtung parallel zur Weser vom Teerhof und dem Franziuseck bis zum Kuhhirtenweg.
Die Querstraßen, Neben- und Anschlussstraßen wurden benannt u. a. als Franziuseck nach dem Oberbaudirektor Ludwig Franzius (1832–1903), der hier wohnte, Hermann-Heye-Straße nach dem Unternehmer (1792–1864), Herrlichkeit von 1714 (unklar, evtl. nach den Besitzern als den Herrschaften), Steinstraße nach dem alten Lösch- und Lagerplatz für Steine, Fuldastraße nach dem Quellfluss der Weser (bis 1881 Bauplatz), Parkpad (ndt. pad= Weg), Werdertor, Oberländer Hafen nach dem Winterhafen von 1818 an dem Endstück des Weserarmes Pipe (oder Piepe) beim St. Pauli-Deich, Wasserkunst nach dem Wasserwerk von 1873, Tanzwerder (früher auch Danzelwerder oder Danselwerder) nach dem früheren stadtnahen Veranstaltungsort, auf dem von 1664 bis um 1802 die Werderbastion als achtes Bollwerk der Bremer Stadtbefestigung stand, zwei unbenannte Wege und Kuhhirtenweg; ansonsten siehe beim Link zu den Straßen.

## Geschichte

### Name
Die Werderstraße wurde benannt nach dem Stadtwerder als Flusshalbinsel, ein niedriges Gebiet zwischen der Weser und der Kleinen Weser, ein zwei Kilometer langes Nebengewässer der Weser. Werder bedeutet im Allgemeinen Flussinsel.

### Entwicklung
Der Stadtwerder war im Mittelalter ein nicht durch Deiche gesichertes Gelände, das bei hohen Fluten überflutet wurde. Das Gebiet, auch Kuhwerder genannt, wurde als Weideland genutzt. 1433 wurden die Weiden vor der Stadt zu Gemeindeeigentum. Die beiden Hirtenhäuser der Kuhhirten von 1662 und der Krähenberg standen auf höheren Warften. Ansonsten befanden sich auf dem Werder noch einige Buden. 1872 wurde der Stadtwerder Teil des Stadtgebietes. Das markanteste Bauwerk ist der historisierende Wasserturm von 1873, umgangssprachlich aufgrund seiner Form als „Umgedrehte Kommode“ bezeichnet. Um 1900 wurde die Badeanstalt an der Werderstraße zum Osterdeich beim Sielwall verlegt. Von 1917 bis 1927 war an der Werderstraße beim Bauhof der Sitz der Staatliche Baustoffprüfungsanstalt (heute Amtliche Materialprüfungsanstalt der Freien Hansestadt Bremen (MPA Bremen)). Nach dem Ersten Weltkrieg entstanden auf dem Stadtwerder Kleingärten.
Der Werdersee ist ein 1953 bis 1960 nach Plänen von Wilhelm Hübotter angelegter und zwischen 1981 und 1987 vergrößerter See in der Flutrinne der Kleinen Weser. 1968 wurde in die Kleine Weser nahe ihrer Mündung ein Wehr eingebaut.
Auf dem Stadtwerder ist neben dem Wasserturm seit 2010 ein neues Wohnviertel entstanden, nachdem die swb AG das 10 Hektar große Außenareal an verschiedene Investoren verkauft hatte und 2000 ein Bebauungsplan aufgestellt wurde.

### Verkehr
Die Straßenbahn Bremen tangiert mit den Linien 4 (Lilienthal – Arsten), 6 (Universität – Flughafen) und 8 (Huchting – Kulenkampffallee) die Straße am Franziuseck/Wilhelm-Kaisen-Brücke sowie mit der Linie 4 an der Haltestelle Kirchweg Ecke Buntentorsteinweg.
Im Nahverkehr in Bremen tangiert die Buslinie 24 (Rablinghausen ↔ Neue Vahr-Nord) das Franziuseck.

## Gebäude und Anlagen
Die Straße ist überwiegend an der südlichen Seite bebaut mit zwei bis fünfgeschossigen Wohnhäusern. Dominant ist dazwischen der Wasserturm auf dem Werder.
Bremer Baudenkmale
- Nr. 73 und Fuldastraße 16: 3- bis 4-gesch. rotsteinverblendete Lehrgebäude Seefahrtschule Bremen von 1958 nach Plänen von Bernhard Wessel.[1]
- Nr. 101: 47 Meter hoher Wasserturm auf dem Werder von 1873 nach Plänen von Johann Georg Poppe. Die Ecktürme wurden später gekürzt. Das Wasserwerk wurde 1983 aufgegeben, im Turm war dann noch bis 2000 der Wasserspeicher.[2]

Erwähnenswerte Gebäude und Anlagen
- Franziuseck Nr. 2/4 Ecke Werderstraße: 3-gesch. Haus der Kirche der Bremischen Evangelischen Kirche (BEK) von 1960 mit Satteldach nach Plänen von Carsten Schröck
- Nr. 19 bis 71: 2- und 3-gesch. Wohnhäuser mit Satteldächern
  - Nr. 47: Hier war der Sitz des Zementwaren- und Betongeschäfts von Paul Kossel, bekannt für den Bau des Betonrumpfschiffs Paul Kossel
- Nr. 2: 4- bis 5-gesch. Hauptsitz der Deutschen Gesellschaft zur Rettung Schiffbrüchiger (DGzRS – Die Seenotretter) von um 1954 nach Plänen von Friedrich Schumacher

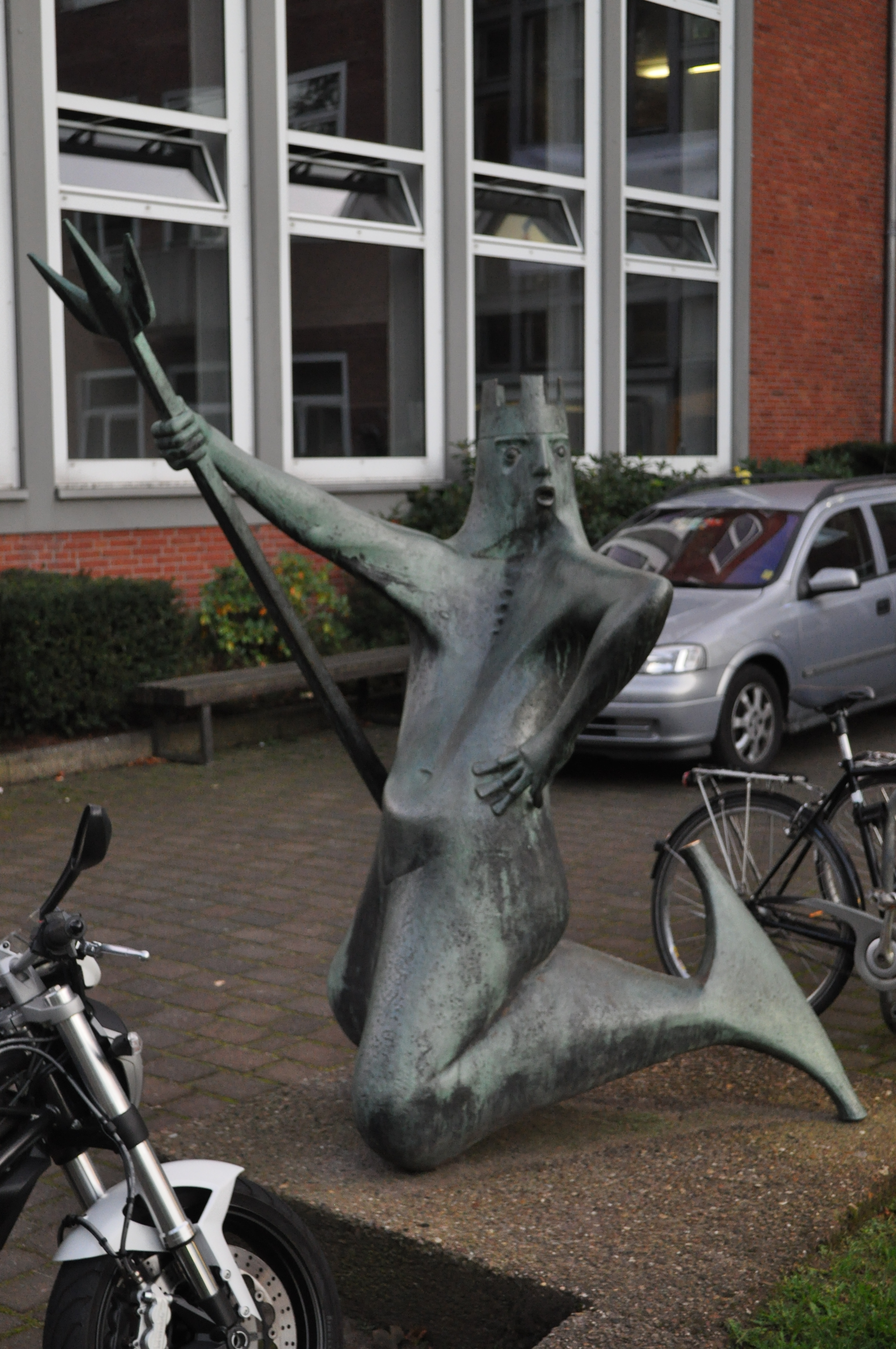
Neptunplastik

Wasserturm, Zeichnung 1872

- Nr. 73: 3- bis 4-gesch. Gebäudekomplex der Hochschule Bremen mit den Fakultäten Nautik und Wirtschaft
  - Lehrgebäude Seefahrtschule Bremen von 1958: siehe oben
  - Das kleine Olbers-Planetarium und die Walter-Stein-Sternwarte der Olbers-Gesellschaft wurden im obersten Geschoss integriert.
  - Bronze-Plastik Neptun von 1958 vom Bremer Bildhauer Paul Halbhuber mit Blick auf die Weser; Neptun bewacht Schule und Fahrräder.
  - Fuldastraße: 4- bis 5-gesch. Hochschulgebäude von um 2000 mit International Summer School und 2-gesch. Mensa Werderstraße
- Stadtwarderpark
- Wasserturm siehe oben
- Nr. 60: 1-gesch. Gebäude vom Bremer Ruderverein von 1882
- Nr. 64: 1-gesch. Gebäude vom Bremer Ruder-Club Hansa von 1946
- Nr. 66: 1-gesch. Gebäude vom Bremer Sport-Club und seiner Drachenboot-Abteilung
- Kleingartengebiet vom Kleingärtnerverein Am Werdersee und Kleingärtnerverein Marienblume am Werdersee
- Kuhhirtenweg Nr. 7: 1- und 2-gesch. Anlage des Ausflugslokal und Restaurants Der Kuhhirte und des Hotels zum Kuhhirten. Das Gebäude Kuhhirte wurde erstmals 1662 erwähnt. Die Kuhhirten wurden vom Bremer Senat bestimmt. 1867 wurden das erhaltene und oft sanierte Wohnhaus und der Turm gebaut. In dem Local für den Milchverkauf wurde (ohne Genehmigung) auch Bier und Branntwein ausgeschenkt. Im Kuhhirte wurde 1899 der SV Werder Bremen von dem Sohn des damaligen Kuhhirten mit einigen Freunden gegründet. 1930 entstand im Kuhstall der Tanzsaal. Die Altentagesstätte Heuboden und die Kegelbahn wurden 1964 in Betrieb genommen. Nach einem Leerstand um 1993/95 wurde das Anwesen saniert.

### Wohnquartier Stadtwerder
Das Wohnquartier Stadtwerder entstand ab 2011 mit um 17 zumeist 5-geschossigen Wohnanlagen und südöstlich mit 22 freistehenden dreigeschossigen Stadthäusern; alle Gebäude haben Flachdächer:
- Straße Oberländer Hafen
  - Nr. 1–11: 5-gesch. Wohnanlage Marin der Weser-Wohnbau von 2012 mit 57 Eigentumswohnungen nach Plänen von Lorenzen und Mayer Architekten, Berlin Anerkennung beim BDA Bremen-Preis 2014[3]
  - 5-gesch. Wohnanlage Oberländer Hafen der Weser-Wohnbau von 2013 nach Plänen von Hilmes und Lamprecht, Bremen Anerkennung beim BDA Bremen-Preis 2014
- Straße Wasserkunst
  - Nr. 2: 3-gesch. Wohnanlage Riverside mit neun Stadthäusern der Weser-Wohnbau von 2013/14 nach Plänen von Lorenzen und Mayer Architekten, Berlin; Anerkennung beim BDA Bremen-Preis 2014
  - Nr. 3/7: 5-gesch. Wohnanlage Quartier 6 der EVS von 2013 mit 31 Wohnungen nach Plänen von Haslob, Kruse und Partner, Bremen; Anerkennung beim BDA Bremen-Preis 2014
  - Nr. 9: 5-gesch. Wohnanlage Riva der EVS von 2011 nach Plänen von Westphal, Bremen
- Straße Tanzwerder
  - Nr. 8 bis 12: 5-gesch. Wohnanlage Riverview der Brebau von 2014 nach Plänen von Haslob, Kruse und Partner, Bremen
  - Nr. 14 bis 18: 5-gesch. Wohnanlage der Gewoba mit 34 Wohnungen von 2016 nach Plänen von Bucher und Bründler, Basel sowie Kindertagesstätte und Tagespflegestätte[4]
  - Nr. 64: 3-gesch. Doppelwohnhaus von 2014 nach Plänen von gruppeomp architekten, Bremen/Hannover
  - Nr. 66: 3-gesch. Wohnhaus von 2012 nach Plänen von Janssen und Pahl; Anerkennung beim BDA Bremen-Preis 2014
  - Nr. 92: 3-gesch. ziegelverblendetes Büro- und Wohnhaus von 2013 nach Plänen von Schomers und Schünemann, Bremen, Bauherren Preis 2012, BDA-Preis 2014 (Anerkennung)
  - Nr. 9?: 3-gesch. Wohnhaus von um 2015 nach Plänen von ?
  - Nr. ??: 3-gesch. differenziertes Wohnhaus Schmitz von 2013 nach Plänen von ravens + architekten, Bremen; Anerkennung beim BDA Bremen-Preis 2014
  - Nr. ??: Drei 4-gesch. verklinkerte Wohnhäuser der Brebau mit 42 Wohnungen von 2019